# Amsterdam (Film)
Amsterdam ist ein historischer Kriminalfilm von David O. Russell, der Anfang Oktober 2022 in die US-amerikanischen und Anfang November 2022 in die deutschen Kinos kam. Die Sozialsatire mit Christian Bale, Margot Robbie und John David Washington in den Hauptrollen wirft einen Blick in einige dunkle Kapitel der Geschichte der USA, wie dem Versuch von Faschisten, die US-Regierung zu stürzen (Business Plot).

## Handlung
Als der US-amerikanische Arzt Burt Berendsen 1918 im Ersten Weltkrieg in Frankreich stationiert wird, macht er die Bekanntschaft des afroamerikanischen Soldaten Harold Woodman. Zwischen beiden entsteht schon bald eine enge Freundschaft, ehe sie im Krieg schwer verwundet werden. Trotz der Fürsorge der Krankenschwester Valerie verliert Burt sein rechtes Auge, weshalb der Arzt gemeinsam mit Harold für eine Behandlung nach Amsterdam reist. Auch Valerie, welche eigentlich eine begeisterte Künstlerin ist, schließt sich den beiden an und zu dritt leben sie für einige Monate nach Kriegsende in der niederländischen Hauptstadt. Da Burt seine Frau Beatrice wiedersehen möchte, tritt er eines Tages die Heimreise nach New York City an. Auch Harold möchte in die Vereinigten Staaten zurück, um dort Anwalt zu werden, und gibt schweren Herzens seine Beziehung mit Valerie auf.
Fünfzehn Jahre später versorgt Burt als Arzt in New York Veteranen und steht immer noch im engen Kontakt zu Harold, der es mittlerweile zum Anwalt gebracht hat. Beide werden von Liz Meekins kontaktiert, der Tochter ihres ehemaligen Armeegenerals Bill Meekins, die gerade die Leiche ihres Vaters in die Staaten überführt hat. Liz wünscht eine Obduktion der Leiche, da sie Zweifel an den offiziellen Todesumständen hat. Burt führt die Autopsie unter der Leitung der Gerichtsmedizinerin Irma St. Clair durch, wobei sie tatsächlich Giftrückstände im Magen seines ehemaligen Vorgesetzten finden. Als Burt Liz diese neuen Erkenntnisse mitteilen möchte, wird die junge Frau von einem unbekannten Mann vor einen Bus gestoßen, woraufhin Harold und Burt vom Täter noch auf der Straße des Mordes beschuldigt werden.
Da der ermittelnde Detective Lem Getwiller selbst ein Veteran und bei Burt in Behandlung ist, gewährt er den Verdächtigen einen zeitlichen Aufschub, um ihre Unschuld beweisen zu können. Harold und Burt versuchen daraufhin, die Beauftragung durch Liz sowie die Obduktionsergebnisse nachzuweisen, doch der eigentliche Täter scheint alle Unterlagen vernichtet zu haben. Beide wollen daher Leumundszeugen für sich gewinnen, woraufhin ihr Weg sie zum Textilunternehmer Tom Voze führt. Wie sich herausstellt, ist dieser der Bruder von Valerie, die seit Amsterdam an einer schweren Nervenkrankheit erkrankt ist. Tom empfiehlt Burt und Harold, in Kontakt mit dem Veteranenführer General Gilbert Dillenbeck zu treten, der ein guter Bekannter von Bill Meekins war und weiterhelfen könnte.
Harold und Valerie kommen bei ihren Ermittlungen mit der mysteriösen Organisation „Komitee der Fünf“ in Kontakt, die hinter den Morden zu stecken scheint und geheime Sterilisationskliniken betreibt. Als das Trio General Dillenbeck aufsucht, versucht zum wiederholten Male ein Abgesandter des Komitees, diesen zu bestechen, eine vorgegebene Rede vor dem jährlichen Veteranenkongress zu halten. Es stellt sich heraus, dass die Geheimorganisation den General ins Weiße Haus bringen möchte, um mit dem Rückhalt der Veteranen einen faschistischen Staat im Stile von Benito Mussolini zu errichten. Als Dillenbeck von den Verstrickungen mit Meekins erfährt, sagt er den Verschwörern unter falschem Vorwand zu, um sie auf die Gala zu locken und dort verhaften zu lassen.
Auf der Veranstaltung trifft sich Dillenbeck mit dem Komitee der Fünf – hohen Persönlichkeiten aus der Wirtschaft –, während Valerie die Gespräche zur Beweissicherung heimlich aufnimmt. Als sich der General im Anschluss in seiner Rede öffentlich gegen die Verschwörung ausspricht, versucht Taron Milfax, der wahre Mörder von Liz Meekins, auch Dillenbeck umzubringen, wird allerdings von Harold und Valerie aufgehalten. Als geheimer Anführer der Verschwörung stellt sich Tom Voze heraus, der nicht nur insgeheim eine Zuneigung zu Adolf Hitler hegt, sondern auch für Valeries Gebrechen verantwortlich ist. Er ließ Meekins ermorden, da der Armeegeneral bei seinen Plänen nicht mitwirken wollte, und vermittelte Burt und Harold an Dillenbeck, um so leichter in Kontakt zum Veteranenführer zu kommen. Während Voze von den anwesenden Beamten verhaftet wird, allerdings schon bald darauf wieder frei kommt, wird gegen das Komitee der Fünf nie offiziell ermittelt. Harold und Valerie fliehen aus Sicherheitsgründen gemeinsam aus den Vereinigten Staaten, während Burt in New York bleibt und mit der Gerichtsmedizinerin Irma zusammenkommt.

## Produktion

### Filmstab und Besetzung
Regie bei dem Kriminalfilm führte David O. Russell, der auch das Drehbuch schrieb. Es handelt sich bei Amsterdam um die erste Arbeit des dreifach für einen Oscar nominierten Regisseurs seit der Filmkomödie Liebe ohne Krankenschein aus dem Jahr 2015. Die Produktionskosten wurden auf über 80 Millionen US-Dollar geschätzt.
Christian Bale und John David Washington spielen in den Hauptrollen Dr. Burt Berendsen und seinen besten Freund, den Anwalt Harold Woodman, und Margot Robbie ihre langjährige Freundin Valerie Voze, die in dem französischen Armeekrankenhaus, in dem sie sich kennenlernten, als Krankenschwester arbeitete. Andrea Riseborough spielt Burts Ehefrau Beatrice Vandenheuvel. Taylor Swift ist in der Rolle von Liz Meekins zu sehen, der Tochter des Generals Bill Meekins. Matthias Schoenaerts und Alessandro Nivola spielen die Detectives Lem Getwiller und Hiltz. Mike Myers und Michael Shannon spielen in den Rollen von Paul Canterbury und Henry Norcross zwei Spione der Alliierten. Rami Malek spielt Valeries Bruder Tom, Anya Taylor-Joy dessen Ehefrau Libby. Robert De Niro ist in der Rolle von General Gil Dillenbeck zu sehen. Diese Figur ist von der Armeelegende Major General Smedley Butler inspiriert, der zum Zeitpunkt seines Todes im Jahr 1940 der höchstdekorierte US-Marine der Geschichte war. Beth Grant spielt Dillenbecks Ehefrau. Timothy Olyphant spielt Tarim Milfax, der versucht, General Dillenbeck ins Weiße Haus zu bringen. Zoe Saldana spielt die gerichtsmedizinische Assistentin Irma St. Clair, eine frühere Bekannte von Burt. Ed Begley Jr. verkörpert den toten Senator Bill Meekins. Casey Biggs und Dey Young spielen Beatrice Vandenheuvels Eltern Augustus und Alvelia Vandenheuvel.

### Dreharbeiten, Szenenbild und Filmmusik
Als Kameramann fungierte der dreifache Oscar-Gewinner Emmanuel Lubezki. Das Szenenbild schuf die für ihre Arbeit für Russells American Hustle für einen Oscar nominierte Judy Becker.
Am Filmset sonderte sich Christian Bale absichtlich von Co-Star Chris Rock ab, da dieser ihn aufgrund seiner Komik aus dem Konzept brachte und es für ihn dadurch schwieriger wurde, in die Rolle des Burt zu schlüpfen. Sich von seinen Schauspielkollegen abzusondern, hatte Bale schon bei früheren Dreharbeiten als Hilfsmittel angewandt.
Die Filmmusik sollte Hildur Guðnadóttir komponieren. Im August 2022 wurde bekannt, dass Daniel Pemberton diese Arbeit übernimmt. Am 23. September 2022 veröffentlichte Epic Records mit dem Song Time das erste Stück der Filmmusik als Download, das Pemberton gemeinsam mit Drake schrieb. Gesungen wird das Lied von dem US-amerikanischen R&B-Musiker Giveon. Time hat sich für eine Nominierung in der Kategorie Bester Song im Rahmen der Oscarverleihung 2023 qualifiziert.

### Marketing und Veröffentlichung
Ein Trailer wurde Anfang Juli 2022 veröffentlicht. Der Film kam am 7. Oktober 2022 in die US-amerikanischen Kinos. Ursprünglich war geplant, Amsterdam erst am 4. November zu veröffentlichen, was verworfen wurde, als der US-Kinostart der konkurrierenden  Produktion Black Panther: Wakanda Forever ebenfalls in den November verlegt wurde. Russells Film startete am 3. November 2022 in den deutschen Kinos. Im Oktober 2022 wurde er beim Tokyo International Film Festival und beim Festa del Cinema di Roma gezeigt. Eine erste Vorstellung des Films erfolgte am 27. September 2022 im Rahmen einer Sondervorführung. Ein begleitendes Q&A wurde in den USA live in IMAX-Kinos gezeigt.

## Rezeption

### Altersfreigabe und Filmgenre
In den USA erhielt der Film von der MPAA ein R-Rating, was einer Freigabe ab 17 Jahren entspricht. In Deutschland wurde der Film von der FSK bereits ab 12 Jahren freigegeben. In der Begründung heißt es, in dem Film mit seiner komplex erzählten Geschichte würden einzelne dramatische Situationen und Gewalthandlungen sowie Darstellungen von Verletzungen gezeigt. Die klare Betonung von Freundschaft und positiven Werten wie Toleranz, sowie ruhige Szenen, stilisierte Elemente und der Humor sorgten jedoch für ausreichend Entlastung.
Das Lexikon des internationalen Films schreibt, der Film changiere zwischen Slapstick, Thriller und politischer Gegenwartskritik und springe dabei wild zwischen Groteske, Historien- und Buddy-Film hin und her.

### Kritiken und Einspielergebnis
Von den bei Rotten Tomatoes nach der Premiere aufgeführten mehr als 500 Nutzerkritiken bewerteten den Film zu 62 % positiv. Die 246 Bewertungen hauptberuflicher Filmkritiker fielen nur zu 31 % positiv aus. Damit gilt der Film als „mies“ („rotten“). Das Fazit der RT-Seite lautet: „Amsterdam kommt mit einem Haufen großer Stars und einem recht komplexen Plot daher und dennoch ist hier das Ganze schmerzlich weniger als die Summe seiner schillernden Teile. (Amsterdam has a bunch of big stars and a very busy plot, all of which amounts to painfully less than the sum of its dazzling parts.)“
Auf der Website Metacritic erhielt Amsterdam eine Bewertung von 48 Prozent, basierend auf über 48 ausgewerteten englischsprachigen Kritiken. Dies entspricht gemischten oder durchschnittlichen Bewertungen („Mixed or average reviews“).

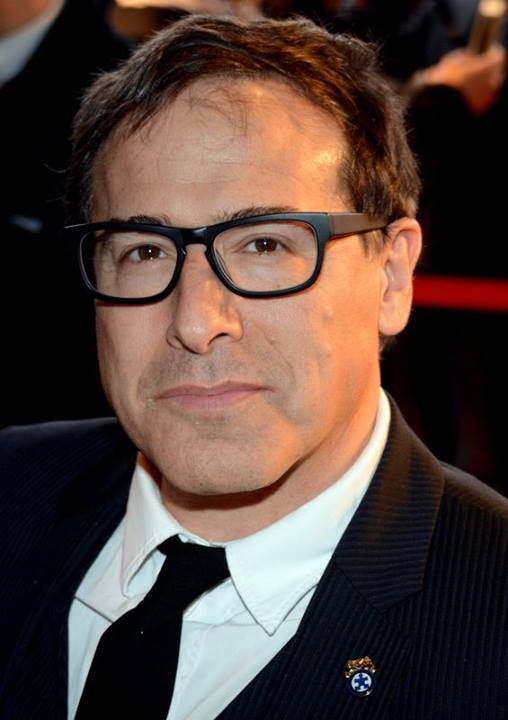
Regisseur David O. Russell

Peter Debruge von Variety schreibt, David O. Russell zeige in seinem Film die deutlichen Parallelen zwischen diesem dunklen Kapitel in der Geschichte der USA und der gegenwärtigen Situation auf, in der nationale Spaltungen die Demokratie des Landes bedrohen. Russell habe die Handlung jedoch verkompliziert, und der Zuschauer dürfte sich fragen, welche Teile der Geschichte wahr und welche erfunden sind. Der Regisseur habe Szenen, die in der feinen Gesellschaft spielen, ähnlich wie in Klassikern von Howard Hawks oder Ernst Lubitsch, als flache Farce inszeniert. Dennoch nehme der Film einen ausreichend starken Anti-Establishment-Standpunkt ein und tue dies mit Witz und Originalität, so dass er eine Kult-Anhängerschaft erreichen dürfte. Christian Bale habe sich tief in die Figur eingegraben und wirke in der Rolle von Burt Berendsen wegen seines zerzausten Aussehens und der zerstreuten Art wie ein junger Peter Falk. John David Washington wirke in der Rolle von Harold Woodman seltsam oberflächlich, sein Gesicht sei starr und habe immer denselben leeren Ausdruck. Somit könne keiner der Stars in Amsterdam das zeigen, was die Fans am meisten an ihren Persönlichkeiten lieben, so Debruge.
Peter Osteried schreibt in seiner Funktion als Filmkorrespondent der Gilde deutscher Filmkunsttheater, David O. Russell nutze die Geschichte des geplanten Staatsstreichs nur als Aufhänger, und im Grunde wolle er eine Krimigeschichte erzählen. Mehr aber noch scheine er an den surrealen Momenten des Lebens interessiert, was er mit einem Schwall schneller, aber selten substanzieller Dialoge untermale. „Hin und wieder gelingt ihm ein humoristisches Bonmot. Ein paar Szenen sind wirklich sehr vergnüglich. Andere Momente leben von ihrem Drama. Aber in der Gesamtheit bleibt Amsterdam weit unter den Möglichkeiten, und das noch mehr, wenn man das extrem namhafte Ensemble betrachtet“, so Osteried. Amsterdam sei überlang und überkompliziert, und die eigentlich geradlinige Krimigeschichte werde unnötig aufgebläht.
Thomas Schultze schreibt bei Blickpunkt:Film, auch wenn man nicht immer genau wisse, wo in der Handlung man sich gerade befindet, wolle man, dass es immer weiter geht, wenn die drei Freunde als unschuldige Mordverdächtige in das durchgeknallte Komplott gezogen werden. So lebendig seien die 1930er Jahre selten gewesen, und trotz hämischer Kritiken und wenig erfreulicher Besucherzahlen aus den USA sei man überrascht, wie wunderbar und wie ungewöhnlich und leicht, vibrierend und voller großer Ideen der Film ist: „Wie so wenige große Hollywoodfilme dieser Tage will dieser Film etwas, hat dieser Film etwas zu erzählen und zu zeigen, in manchen Momenten vielleicht zu viel und zugleich nicht fokussiert genug, aber doch immer so, dass es eine Freude ist, dem irren Treiben auf der Leinwand durch den labyrinthartigen Plot zu folgen, den sich ein Raymond Chandler nicht verschlungener hätte ausdenken können.“
Die weltweiten Einnahmen des Films aus Kinovorführungen belaufen sich auf 31,3 Millionen US-Dollar, bei Produktionskosten von 80 Millionen US-Dollar. Der Film bedeutete für das Filmstudio also einen Verlust von knapp 50 Millionen US-Dollar, bezieht man alle Kosten ein. In Deutschland verzeichnet der Film 110.765 Besucher.

### Auszeichnungen
Bei Bekanntgabe der Shortlists für die Oscarverleihung 2023 fand das Werk in zwei Kategorien Berücksichtigung – Make-up und Frisuren sowie Filmsong (Time).
British Academy Film Awards 2023
- Nominierung für das Beste Kostümdesign (JR Hawbaker und Albert Wolsky)

Hollywood Music In Media Awards 2022
- Nominierung in der Kategorie Original Song – Feature Film (Time, Aubrey Drake Graham, Daniel Pemberton, Giveon Evans, Jahaan Akil Sweet und Giveon)[30]

Make-Up Artists and Hair Stylists Guild Awards 2023
- Nominierung für das Beste historische Make-up (Nana Fischer, Miho Suzuki & Jason Collins)
- Nominierung für die Besten historischen Frisuren (Adruitha Lee, Lori McCoy-Bell, Cassandra L. Russek & Yvette Shelton)[31]

## Synchronisation
Die deutsche Synchronisation entstand nach einem Dialogbuch von Matthias von Stegmann und unter der Dialogregie von Axel Malzacher im Auftrag von FFS Film- & Fernseh-Synchron.
| Darsteller            | Synchronsprecher       | Rolle                   |
| --------------------- | ---------------------- | ----------------------- |
| Christian Bale        | David Nathan           | Burt Berendsen          |
| Margot Robbie         | Anne Helm              | Valerie Voze            |
| Andrea Riseborough    | Maria Koschny          | Beatrice Vandenheuvel   |
| Alessandro Nivola     | Axel Malzacher         | Detective Hiltz         |
| Matthias Schoenaerts  | Martin Kautz           | Detective Lem Getweiler |
| Steven Hack           | Tobias Lelle           | Dr. Malin               |
| Ed Begley Jr.         | Lutz Riedel            | General Bill Meekins    |
| Robert De Niro        | Christian Brückner     | General Gil Dillenbeck  |
| John David Washington | Tobias Schmidt         | Harold Woodman          |
| Michael Shannon       | Oliver Stritzel        | Henry Norcross          |
| Zoe Saldana           | Patricia Meeden        | Irma St. Clair          |
| Anya Taylor-Joy       | Lina Rabea Mohr        | Libby Voze              |
| Taylor Swift          | Yvonne Greitzke        | Liz Meekins             |
| Chris Rock            | Oliver Rohrbeck        | Milton King             |
| Max Perlich           | Stefan Krause          | Morty Baum              |
| Leland Orser          | Uwe Büschken           | Mr. Nevins              |
| Mike Myers            | Thomas Wenke           | Paul Canterbury         |
| Bonnie Hellman        | Philine Peters-Arnolds | Shirley Pratt           |
| Timothy Olyphant      | Johannes Berenz        | Taron Milfax            |
| Rami Malek            | Bastian Sierich        | Tom Voze                |